# Pandémie de Covid-19 au Rwanda
La pandémie de Covid-19 au Rwanda démarre officiellement le 14 mars 2020. À la date du 24 octobre 2022, le bilan est de 1 467 morts.

## Contexte
Le 12 janvier 2020, l'Organisation mondiale de la santé (OMS) a confirmé qu'un nouveau coronavirus était à l'origine d'une maladie respiratoire déclarée à Wuhan, province du Hubei en Chine, et a été signalée à l'OMS le 31 décembre 2019,.
Le taux de létalité pour la Covid-19 est beaucoup plus faible que le SRAS de 2003, mais la transmission est significativement plus élevée, avec un nombre total de décès beaucoup plus important.

## Chronologie

### Mars 2020
Le premier cas de Covid-19 au Rwanda a été confirmé le 14 mars 2020 chez un citoyen indien arrivé de Bombay le 8 mars. Quatre autres personnes ont été testées après le premier cas positif, ce qui porte le nombre de cas à cinq.
Au 16 mars 2020, le Rwanda avait confirmé deux autres cas à Kigali, portant à sept le nombre total de cas dans le pays.
Le ministère de la Santé a enregistré le 28 mars six nouveaux cas de Covid-19, portant à 60 le nombre de personnes diagnostiquées avec le virus. 

### Avril 2020
Le 9 avril, trois nouveaux cas de coronavirus ont été identifiés, sur 720 échantillons examinés au cours des dernières 24 heures. Cela porte le total des cas confirmés à 113 personnes (dont sept se sont rétablies).
En avril il y avait 168 nouveaux cas, portant le nombre de cas à 243 dont 139 étaient actifs à la fin du mois.

### Mai 2020
En mai il y avait 127 nouveaux cas et un décès, portant le nombre de cas à 370 dont un décès.

### Juin 2020
En juin il y avait 655 nouveaux cas et un décès, portant le nombre de cas à 1 025 dont deux décès.

### Juillet 2020
En juillet il y avait 997 nouveaux cas et trois décès, portant le nombre de cas à 2 022 dont cinq décès.

### Août 2020
En août il y avait 2 041 nouveaux cas et onze décès, portant le nombre de cas à 4 063 dont 16 décès.

### Septembre 2020
En septembre il y avait 773 nouveaux cas et 13 décès, portant le nombre de cas à 4 836 dont 29 décès.

### Octobre 2020
En octobre il y avait 301 nouveaux cas et six décès, portant le nombre de cas à 5 137 dont 35 décès.

### Novembre 2020
En novembre il y avait 797 nouveaux cas et 14 décès, portant le nombre de cas à 5 934 dont 49 décès.

### Janvier 2021
Au 1er janvier 2021, sur un bilan total de 8 460 cas, il y a eu 6598 guéris et 94 décès. Au cours du mois il y avait 6 921 nouveaux cas et 104 décès, portant le nombre de cas à 15 304 dont 196 décès.

### Février 2021
En février 2021 il y avait 3 546 nouveaux cas et 65 décès, portant le nombre de cas à 18 850 dont 261 décès.

### Mars 2021
En mars 2021 il y avait 2 933 nouveaux cas et 46 décès, portant le nombre de cas à 21 783 dont 307 décès.

### Avril 2021
En avril 2021 il y avait 3 333 nouveaux cas et 28 décès, portant le nombre de cas à 25 116 dont 335 décès.

### Mai 2021
En mai 2021 il y avait 1 907 nouveaux cas et 22 décès, portant le nombre de cas à 27 023 dont 357 décès.

### Juin 2021
En juin 2021 il y avait 12 024 nouveaux cas et 81 décès, portant le nombre de cas à 39 047 dont 438 décès.

### Juillet 2021
En juillet 2021 il y avait 31 651 nouveaux cas et 370 décès, portant le nombre de cas à 70 698 dont 808 décès.

### Août 2021
En août 2021 il y avait 16 929 nouveaux cas et 281 décès, portant le nombre de cas à 87 627 dont 1 089 décès.

### Septembre 2021
En septembre 2021 il y avait 9 890 nouveaux cas et 184 décès, portant le nombre de cas à 97 517 dont 1 273 décès.

### Octobre 2021
En octobre 2021 il y avait 2 181 nouveaux cas et 58 décès, portant le nombre de cas à 99 698 dont 1 331 décès.

### Novembre 2021
En novembre 2021 il y avait 651 nouveaux cas et 11 décès, portant le nombre de cas à 100 349 dont 1 342 décès.

### Décembre 2021
En décembre 2021 il y avait 11 437 nouveaux cas et 8 décès, portant le nombre de cas à 111 786 dont 1 350 décès.

### Janvier 2022
En janvier 2022 il y avait 17 105 nouveaux cas et 90 décès, portant le nombre de cas à 128 891 dont 1 440 décès.

### Février 2022
En février 2022 il y avait 611 nouveaux cas et 17 décès, portant le nombre de cas à 129 502 dont 1 457 décès.

### Mars 2022
En mars 2022 il y avait 220 nouveaux cas et deux décès, portant le nombre de cas à 129 722 dont 1 459 décès.

### Avril 2022
En avril 2022 il y avait 112 nouveaux cas, portant le nombre de cas à 129 834 dont 1 459 décès.

### Mai 2022
En mai 2022 il y avait 218 nouveaux cas, portant le nombre de cas à 130 052 dont 1 459 décès.

### Juin 2022
En juillet 2022 il y avait 969 nouveaux cas et un décès, portant le nombre de cas à 131 021 dont 1 460 décès.

### Juillet 2022
En juillet 2022 il y avait 1 246 nouveaux cas et six décès, portant le nombre de cas à 132 267 dont 1 466 décès.

### Août 2022
En août 2022 il y avait 172 nouveaux cas, portant le nombre de cas à 132 439 dont 1 466 décès.

### Septembre 2022
En septembre 2022 il y avait 65 nouveaux cas, portant le nombre de cas à 132 504 dont 1 466 décès.

### Octobre 2022
En octobre 2022 il y avait 80 nouveaux cas et un décès, portant le nombre de cas à 132 584 dont 1 467 décès.

### Novembre 2022
En novembre 2022 il y avait 178 nouveaux cas, portant le nombre de cas à 132 762 dont 1 467 décès.

### Décembre 2022
En décembre 2022 il y avait 158 nouveaux cas et un décès, portant le nombre de cas à 132 920 dont 1 468 décès.

### 2023
En 2023 il y avait 288 nouveaux cas, portant le nombre de cas à 133 208 dont 1 468 décès.

## Réaction du gouvernement
Afin d'arrêter la propagation du coronavirus, le ministère de la Santé annonce le 18 mars, via Twitter la suspension de tous les vols commerciaux internationaux de passagers pendant 30 jours, avec effet au 20 mars, ainsi que l'annulation des rassemblements publics et événements sportifs. Moins d'un jour plus tard, le 21 mars, les autorités annoncent un confinement de deux semaines. Les employés publics et privés doivent travailler à domicile, sous des mesures strictes. Toutes les frontières doivent également être fermées, les marchandises et les ressortissants rwandais étant exemptés, avec une quarantaine obligatoire de 14 jours,. Les écoles maternelles et primaires restent fermées jusqu'en novembre

Scènes de la vie quotidienne.
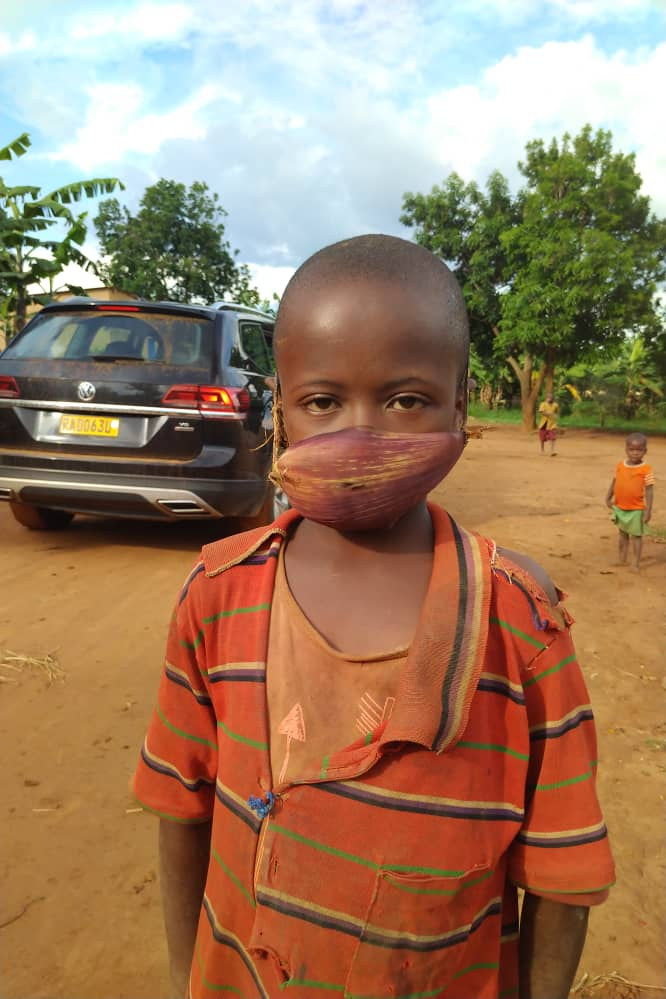
Enfant portant un masque végétal dans un village.
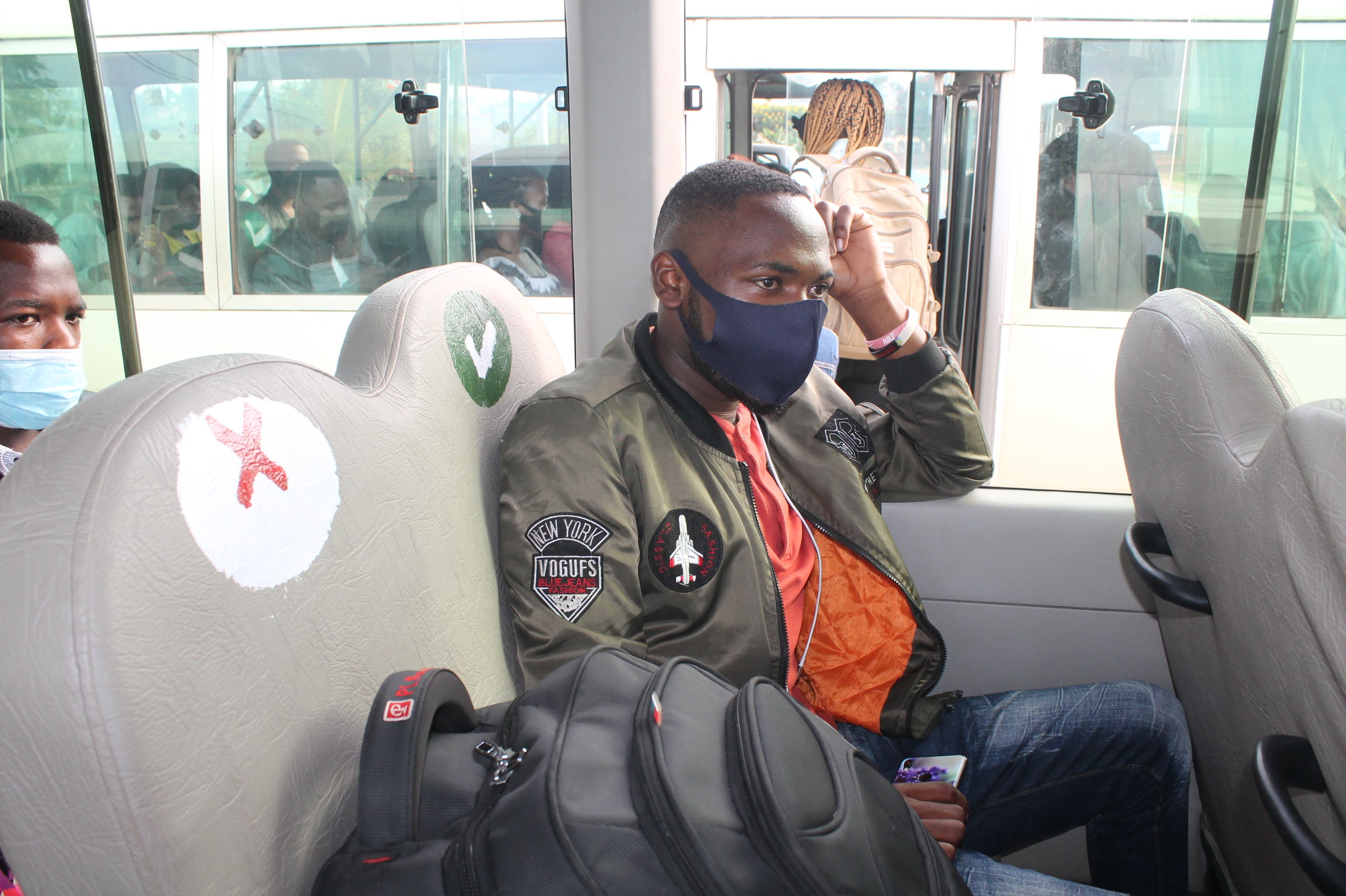
Distanciation et masques dans les transports publics.
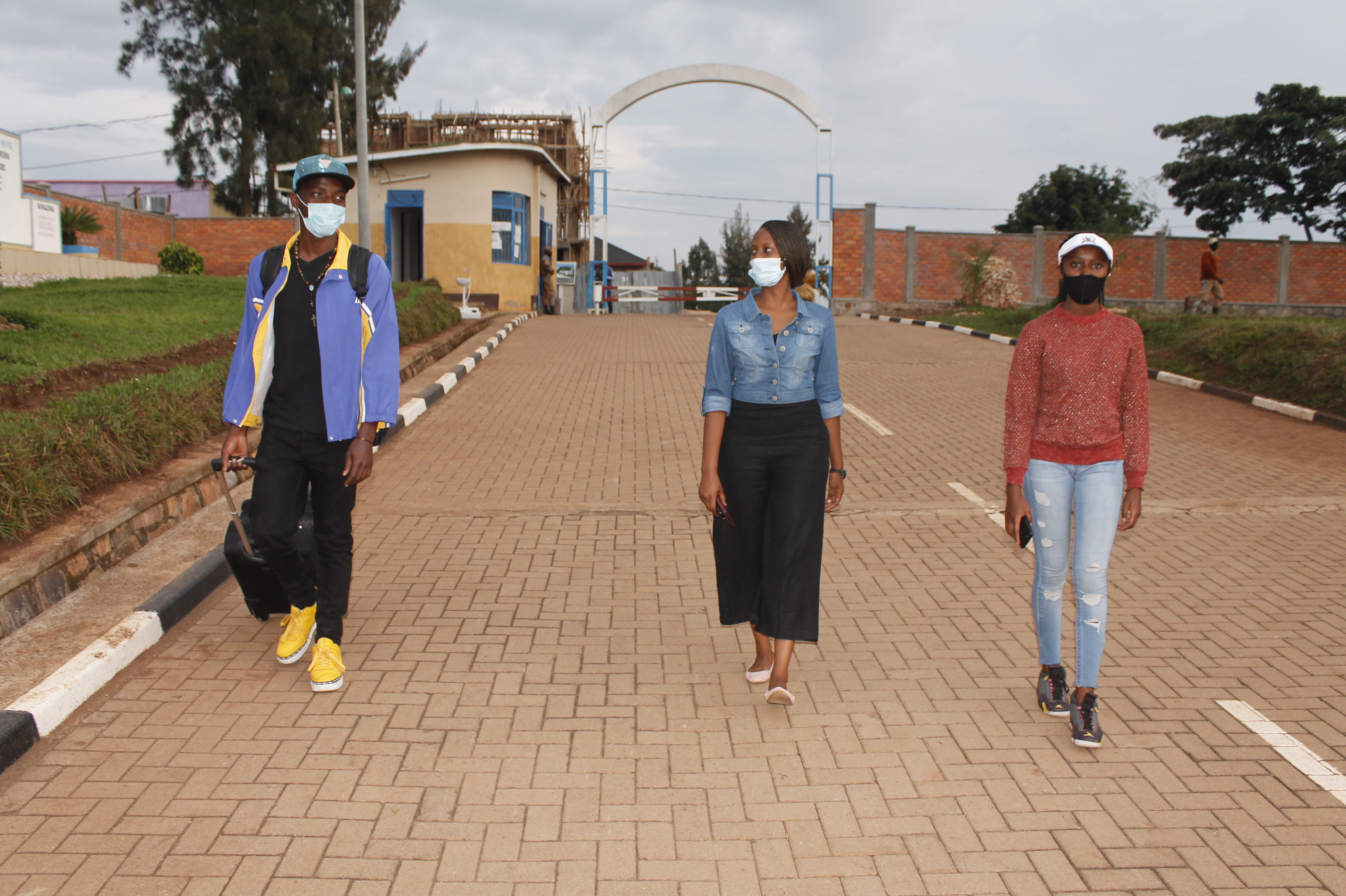
Étudiants disciplinés.
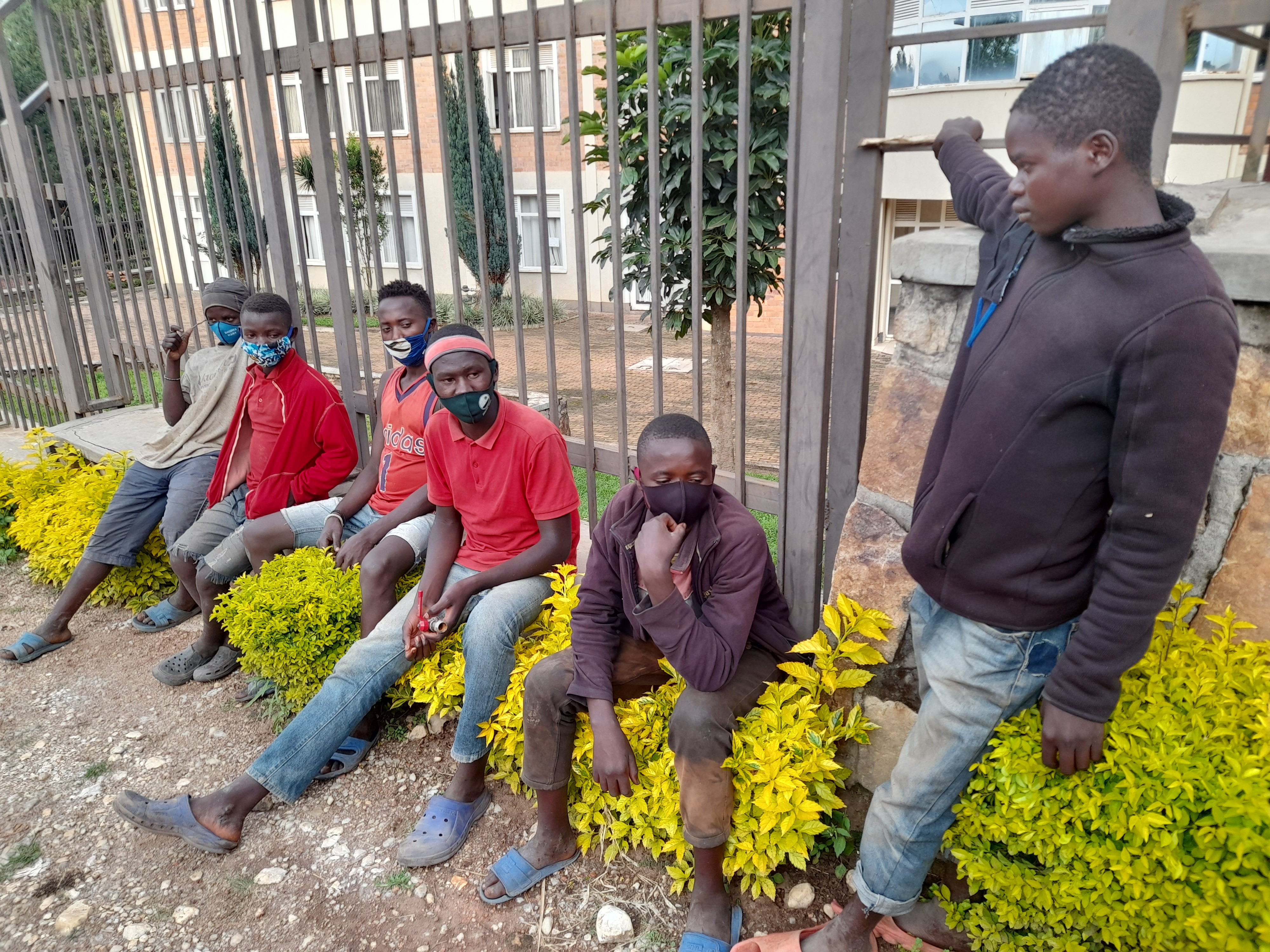
Enfants des rues essayant de porter un masque.
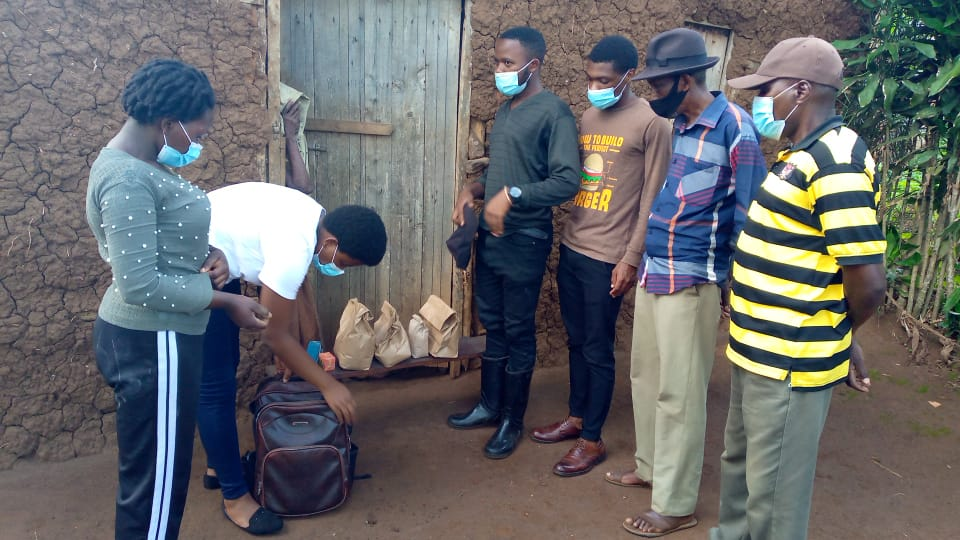
Jeunes volontaires en action.

Outre les mesures de confinement prises en mars (voir ci-dessus), la Police nationale du Rwanda a annoncé le 12 avril l'utilisation de drones pour transmettre des messages aux communautés locales sur la manière de lutter contre le coronavirus. Le déconfinement, très progressif, s'accompagne de mesures policières fortes, avec détention dans un stade des contrevenants aux règles sanitaires, pour « sensibilisation  », et affichage public des noms des contrevenants. Selon Human Rights Watch, 70 000 personnes ont été touchées par ces mesures en 2020.
Des robots humanoïdes sont utilisés à partir de mai 2020 pour limiter au maximum les contacts entre malades et personnels soignants, et permettre à ces personnels d'être affectés à des tâches plus qualifiées que les prises de température, certains tests de santé et procédures de soins.
Le pays développe très tôt une politique systématique de test, comme conseillé par l'OMS. En raison du coût élevé de ces tests en temps et en argent, une politique de tests PCR groupés est adoptée, à la fois pour le dépistage individuel et, à plus grande échelle, pour comprendre la propagation spatiale du virus. Pour le professeur de génétique Léon Mutesa, qui a validé l'algorithme développé par  le mathématicien Wilfred Ndifon, cette approche permet en outre de considérablement diminuer les coûts des tests au fur et à mesure que le taux d'incidence décroit.

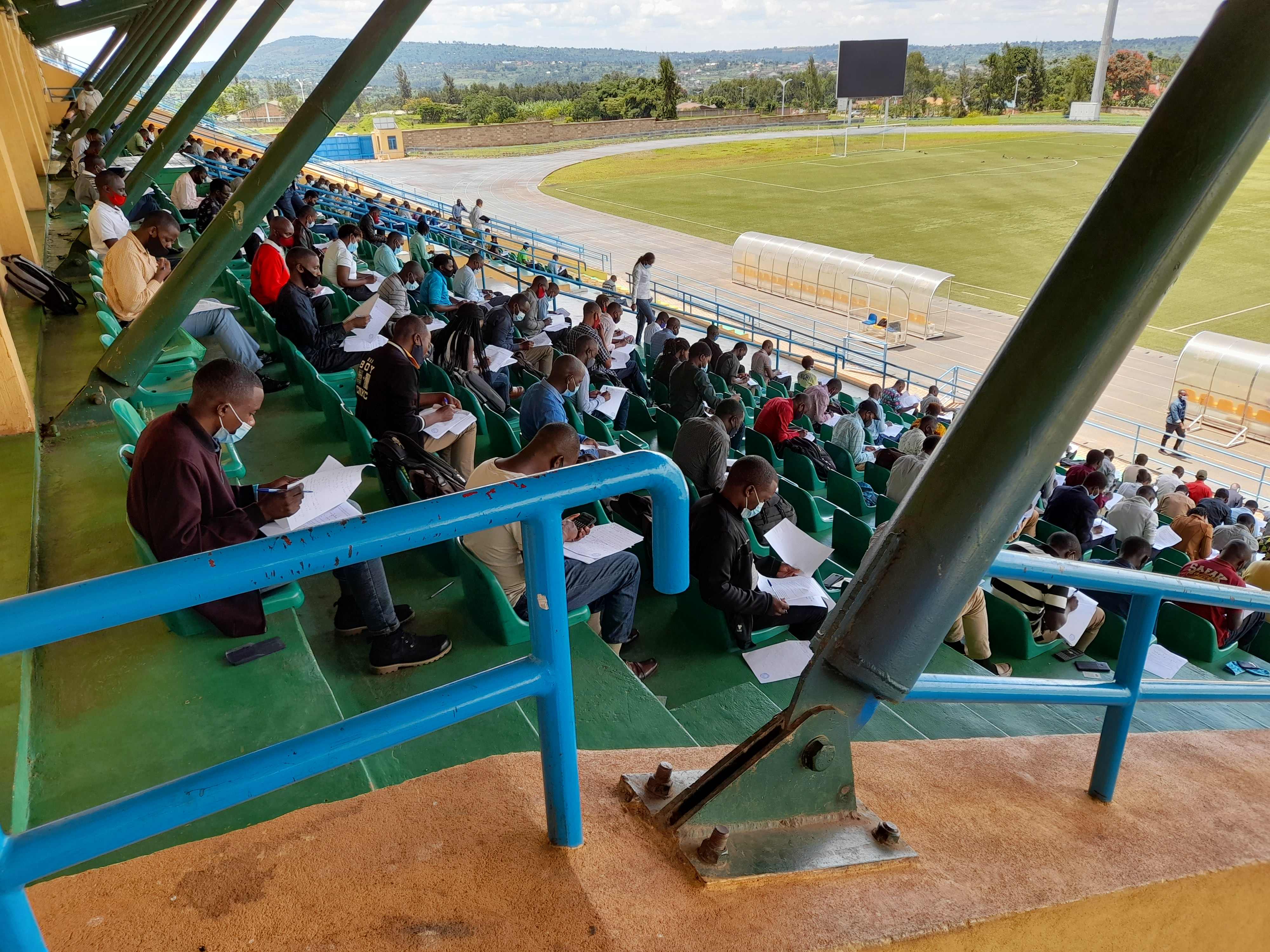
Examens au stade de Huye, post-déconfinement.

Un second confinement est décidé en fin janvier 2021 pour la capitale, et un couvre-feu dans le reste du pays, en raison d'une seconde vague. Les autorisations de sortie ne peuvent se faire qu'après autorisation par SMS de la police.  
L'ensemble des mesures prises permet au Rwanda de se placer en mars 2021 comme le 7ème pays le mieux classé parmi 100 dans la lutte contre la pandémie,, avec en parallèle de fortes craintes sur les respects des droits humains.

## Statistiques

Nombre de cas au Rwanda depuis le début de l'épidémie.

Nombre de morts au Rwanda depuis le début de l'épidémie.